# Rättvik
Rättvik è una cittadina della Svezia centrale, capoluogo del comune omonimo, nella contea di Dalarna; nel 2005 aveva 4 588 abitanti, su una superficie di 8,26 km². La città sorge sulle rive del lago Siljan.